# Heinrich Hoffmann (Sportschütze)
Julius Heinrich Hoffmann (* 20. Februar 1869 in Sagan, Provinz Schlesien; † 15. Oktober 1932 in Berlin) war ein deutscher Sportschütze. 

## Biografie
Heinrich Hoffmann belegte bei den Olympischen Sommerspielen 1912 in Stockholm im Wettkampf mit der Freien Pistole den 54. Platz und wurde im Mannschaftswettkampf zusammen mit Georg Meyer, Benno Wandolleck und Gerhard Bock Siebter.